# Qairat Kelimbetow

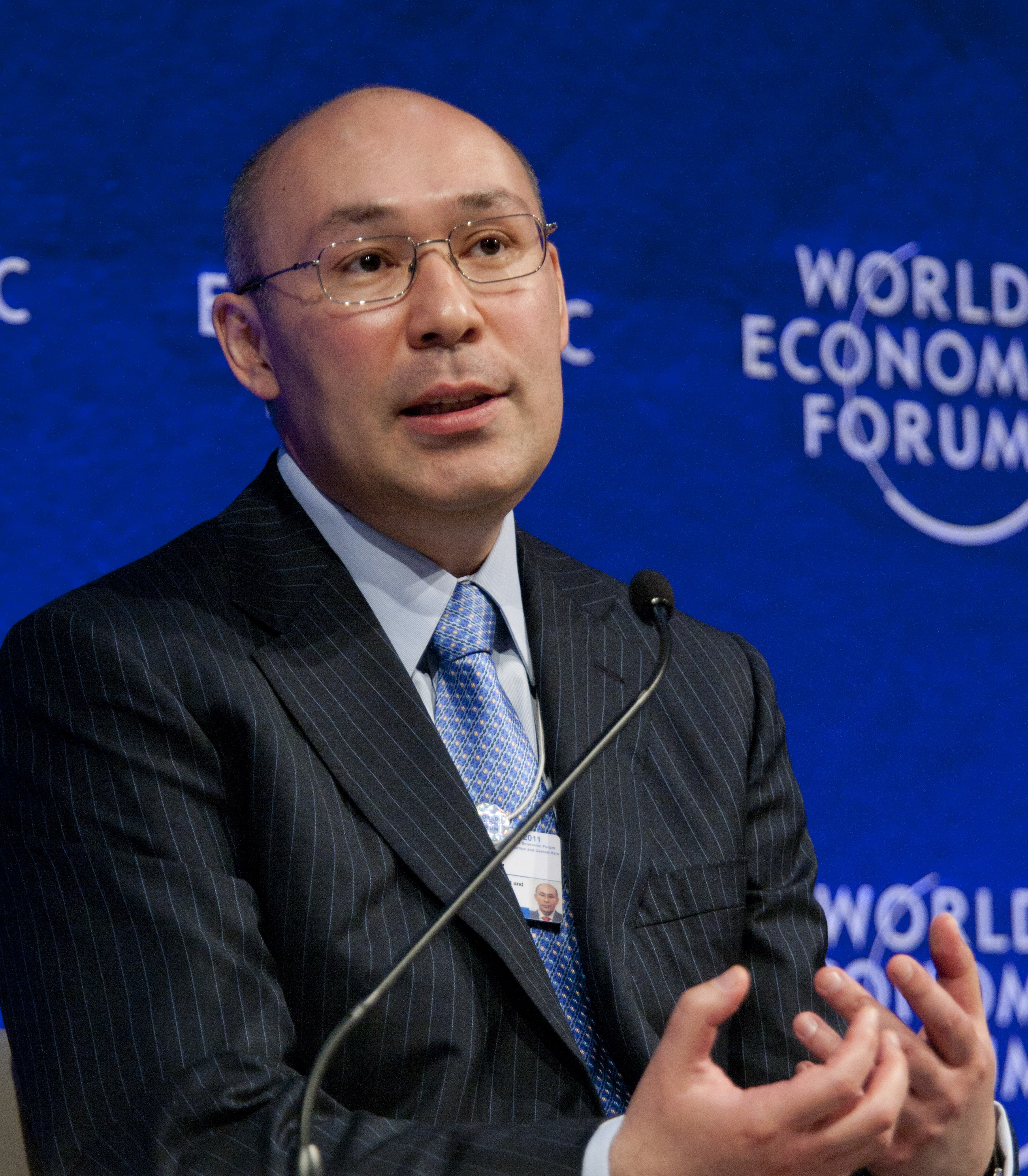
Qairat Kelimbetow (2011)

Qairat Nematuly Kelimbetow (kasachisch Қайрат Нематұлы Келімбетов, russisch Кайрат Нематович Келимбетов Kairat Nematowitsch Kelimbetow; * 28. Januar 1969 in Alma-Ata, Kasachische SSR) ist ein kasachischer Ökonom und Politiker. Seit Dezember 2015 leitet er das International Finance Center Astana.

## Leben
Qairat Kelimbetow wurde 1969 in Alma-Ata geboren. Er absolvierte 1993 die Fakultät für Rechenmathematik und Kybernetik der Lomonossow-Universität Moskau. 1996 kam ein weiterer Abschluss an der Kasachischen Staatlichen Akademie für Management hinzu und 1998 schloss er ein Studium an der Georgetown University ab.
Seine berufliche Laufbahn begann er nach seinem Abschluss an der Lomonossow-Universität als Assistent an der Al-Farabi-Universität. 1996 wurde er Mitglied im Hohen Wirtschaftsrat beim kasachischen Präsidenten. Im folgenden Jahr wechselte er in eine leitende Position bei der kasachischen Agentur für strategische Planung, wo er unter anderem am Entwurf des Entwicklungsprogramms „Kasachstan 2030“ beteiligt war. Nach nur einem Jahr wechselte er erneut in die Verwaltung des Präsidenten, wo er Leiter der Abteilung für soziale und wirtschaftliche Untersuchung wurde. Von 1999 bis 2001 war Kelimbetow Vorsitzender der Agentur für strategische Planung und zwischen 2001 und 2002 bekleidete er die Position des ersten stellvertretenden Finanzministers. Im August 2002 wurde er als Minister für Wirtschaft und Haushaltsplanung Mitglied der kasachischen Regierung. Diese Position hatte er bis zum 20. April 2006 inne, bevor er anschließend Vorstandsvorsitzender des Fonds für nachhaltige Entwicklung wurde. Von Januar bis Oktober 2008 leitete er die Verwaltung des Präsidenten und von Oktober 2008 bis April 2011 leitete er als Vorstandsvorsitzender den nationalen Fonds Samruk Kazyna.
Am 11. April 2011 wurde er im Kabinett von Kärim Mässimow als Minister für wirtschaftliche Entwicklung und Handel erneut zum Mitglied der kasachischen Regierung. Bereits am 20. Januar 2012 wurde er von diesem Posten entlassen, um anschließend zum stellvertretenden Premierminister ernannt wurde. Am 1. Oktober 2013 wurde er zum Präsidenten der Kasachischen Nationalbank ernannt. Im August 2015 gab die Nationalbank unter seiner Leitung bekannt, dass der Wechselkurs der kasachischen Währung Tenge freigegeben wird, woraufhin der Tenge massiv an Wert verloren hatte. Infolgedessen wurde Kelimbetow am 2. November 2015 als Chef der Nationalbank entlassen.
Seit Dezember 2015 leitet Kelimbetow das International Finance Center Astana.

## Familie
Kelimbetow ist verheiratet mit Fatima Kelimbetowa. Das Paar hat zusammen zwei Kinder.